# Metopolophium darjilingense
Metopolophium darjilingense är en insektsart. Metopolophium darjilingense ingår i släktet Metopolophium och familjen långrörsbladlöss. Inga underarter finns listade i Catalogue of Life.